# Poema épico burlesco
El poema épico burlesco, epopeya burlesca o poema cómico-burlesco es un género literario narrativo cómico de la epopeya culta, cuyo estilo, temas y personajes parodia, es decir, imita burlescamente; debe distinguirse de la parodia de la fábula mitológica culta y del retórico elogio paradójico bernesco (por Francesco Berni, su creador), que tiene en realidad origen en el Culex ("Mosquito") de Virgilio.
El género nace con la Batracomiomaquia, poema hexámetros de griego clásico pseudohomérico (atribuido a Homero) en que se parodian sus famosas epopeyas mayores, la Ilíada y la Odisea, esta vez sustituyendo a griegos y troyanos por ranas y ratones. El género se revitalizó con la edición en griego de este poema por Aldo Manucio en el Renacimiento, (1538). 
Fue muy influyente el modelo posterior renacentista de épica burlesca propuesto por el canon de Ferrara (Luigi Pulci, Mateo Boyardo, Ludovico Ariosto) y sobre todo por este último en su Orlando furioso, que inspiró a Cervantes. En efecto, se considera también parodia de la epopeya o épica culta (que también se escribía en prosa) una novela como el Don Quijote, cuyo objetivo primero, ampliamente sobrepasado, fue combatir esa degradación de la novela caballeresca que son los libros de caballerías; por demás, algo de epopeya burlesca hay en su Viaje del Parnaso. Un elemento de epopeya burlesca existe en los Gargantúa y Pantagruel de François Rabelais. A este género podría pertenecer, por demás, pero en forma no paródica sino de pastiche estilístico desde la traducción, el exitoso Virgile travesti ("Virgilio disfrazado") (1648-1652) del francés Paul Scarron.
En realidad las demás obras del género suelen, por lo general, siguiendo el patrón de Homero y usando el verso, poner a los animales como héroes ridiculizando así las actitudes heroicas y legandarias, salvo algunos autores como Quevedo o Butler. Así en la Edad Media tenemos la Batalla entre don Carnal y doña Cuaresma de Juan Ruiz (XIV), en realidad una mixtura de parodia de los cantares de gesta y los poemas alegórico-morales; ya en el Prerrenacimiento Alfonso Fernández de Palencia escribe una Batalla campal que los lobos y los perros ovieron (1457) y se presenta como anónima una Carajicomedia, que es una versión obscena del Laberinto de Fortuna de Juan de Mena. 
Después se elaboró el canto XXIII del Carlo famoso de Luis Zapata (1566), en que batallan al modo homérico ranas y ratones, como también en un capítulo de El Crótalon atribuido a Cristóbal de Villalón; La Asneyda. Obra irrisoria de las necedades más comunes de las gentes (¿1587?) de Cosme de Aldana o La Muracinda de Juan de la Cueva o su traducción de la pseudohomérica Batracomiomaquia en el Renacimiento (XVI).
Son ya barrocos (XVII) Hudibras del inglés Samuel Butler; La gaticidia (160$) de Bernardino de Albornoz; La Secchia Rapita ("El cubo robado") 1622, de Alessandro Tassoni; La Gatomaquia (1634), de Lope de Vega; el incompleto Poema de las necedades y locuras de Orlando de Francisco de Quevedo; La moschea (1615), de José de Villaviciosa, inspirada en la Moscheide de Teófilo Folengo; la Pugna porcorum (1648) de Johannes Placentius y la Burromaquia de José Pellicer de Ossau.
Ya en el siglo XVIII son ejemplos de poema épico burlesco la incompleta otra Burromaquia de Gabriel Álvarez de Toledo; Peder Paars (1719), de Ludvig Holberg; The Dunciad, El robo del rizo (1713) y otras obras de Alexander Pope; la Batomiomaquia de Ignacio de Luzán; la Scribleriad (1751) de Richard Owen; The Hilliad de Christopher Smart; la Perromaquia de Francisco Nieto Molina o la Ratoniada del poeta ilustrado polaco Ignacio Krasicki. 
En el siglo XIX el género entra en decadencia y solo pueden citarse Gli animali parlanti (1801) de Giambattista Casti; el Reinecke Fuchs de Goethe; la Malambrunada, de Francisco Acuña de Figueroa; La Pelimuertada (1851) de Manuel Ascencio Segura, etc. 